# Barreau du Bas-Saint-Laurent—Gaspésie—Îles-de-la-Madeleine
Le Barreau du Bas-Saint-Laurent—Gaspésie—Îles-de-la-Madeleine, souvent raccourci en son acronyme BSLGIM, est un barreau de section du Barreau du Québec.

## Description
Le Barreau du Bas-Saint-Laurent—Gaspésie—Îles-de-la-Madeleine est créé en 1929 à partir du Barreau de Québec - il porte alors le nom de Barreau du Bas-Saint-Laurent. En 1985, il change à nouveau de nom pour prendre celui de Barreau du Bas-Saint-Laurent—Gaspésie, puis change définitivement de nom en 2001 pour la présente forme, soit le Barreau du Bas-Saint-Laurent—Gaspésie—Îles-de-la-Madeleine.
Le BSLGIM, en sa qualité de barreau indépendant, possède son propre conseil d'administration, nommé Conseil de section,. Le bâtonnier du BSLGIM préside à ce conseil, et est accompagné autour de la table d'un premier conseiller, d'un secrétaire, trois administrateurs et un représentant du Jeune Barreau, une aile jeunesse du BSLGIM. 
Le BSLGIM est un barreau section, signifiant qu'il est une subdivision à la fois géographique et juridique afin de procurer un meilleur accès à la justice aux citoyens. De même, dans cette perspective d'accès à la justice et étant donné la grandeur du territoire du BSLGIM, ce dernier est composé de quatre districts judiciaires, chacun possédant au moins un palais de justice. Les districts judiciaires du BSLGIM sont les districts de Bonaventure, Gaspé, Kamouraska et Rimouski.
En 2017, le BSLGIM compte 247 avocats dans ses rangs.

## Historique
À venir.

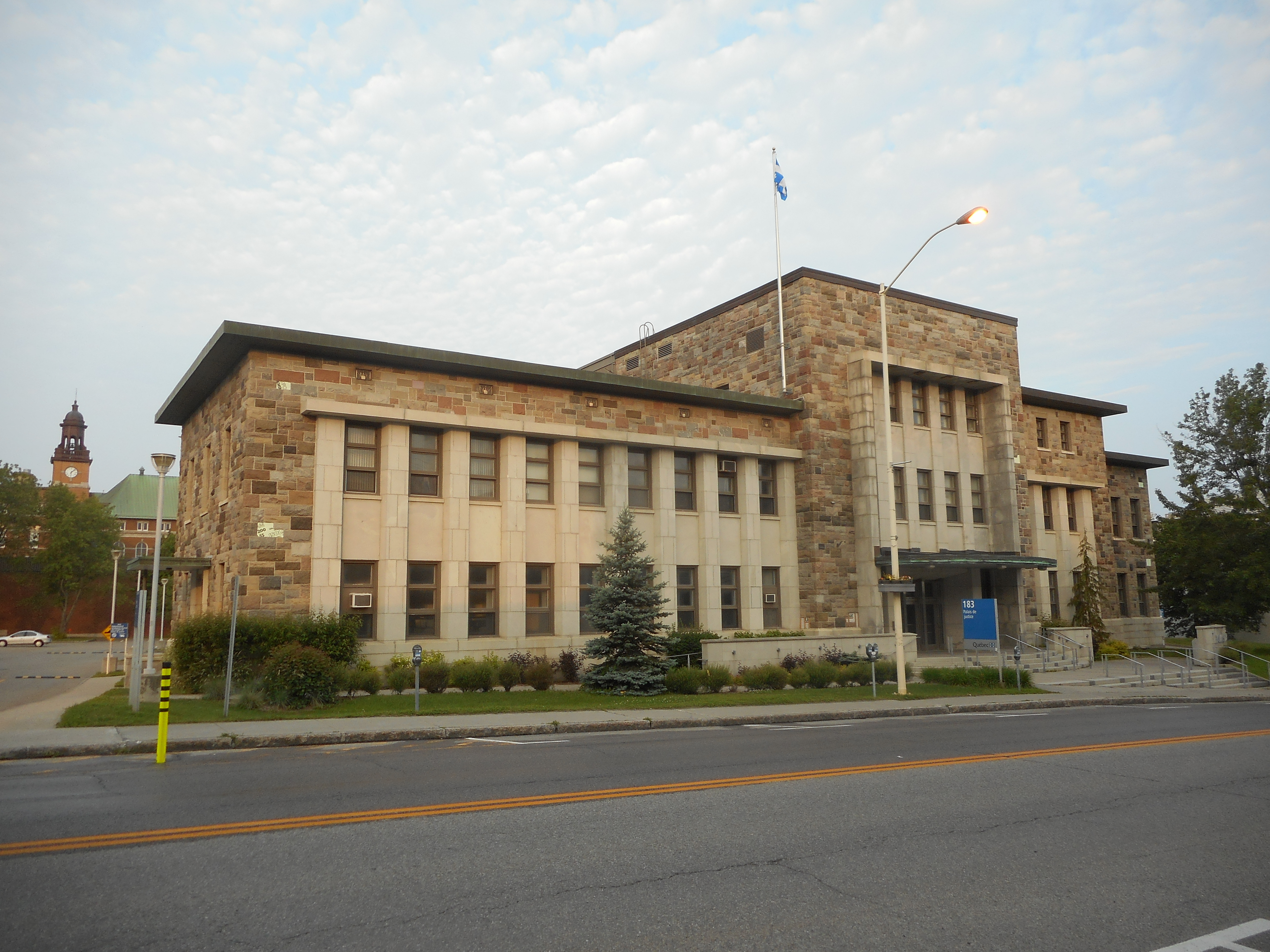
Palais de justice de Rimouski.
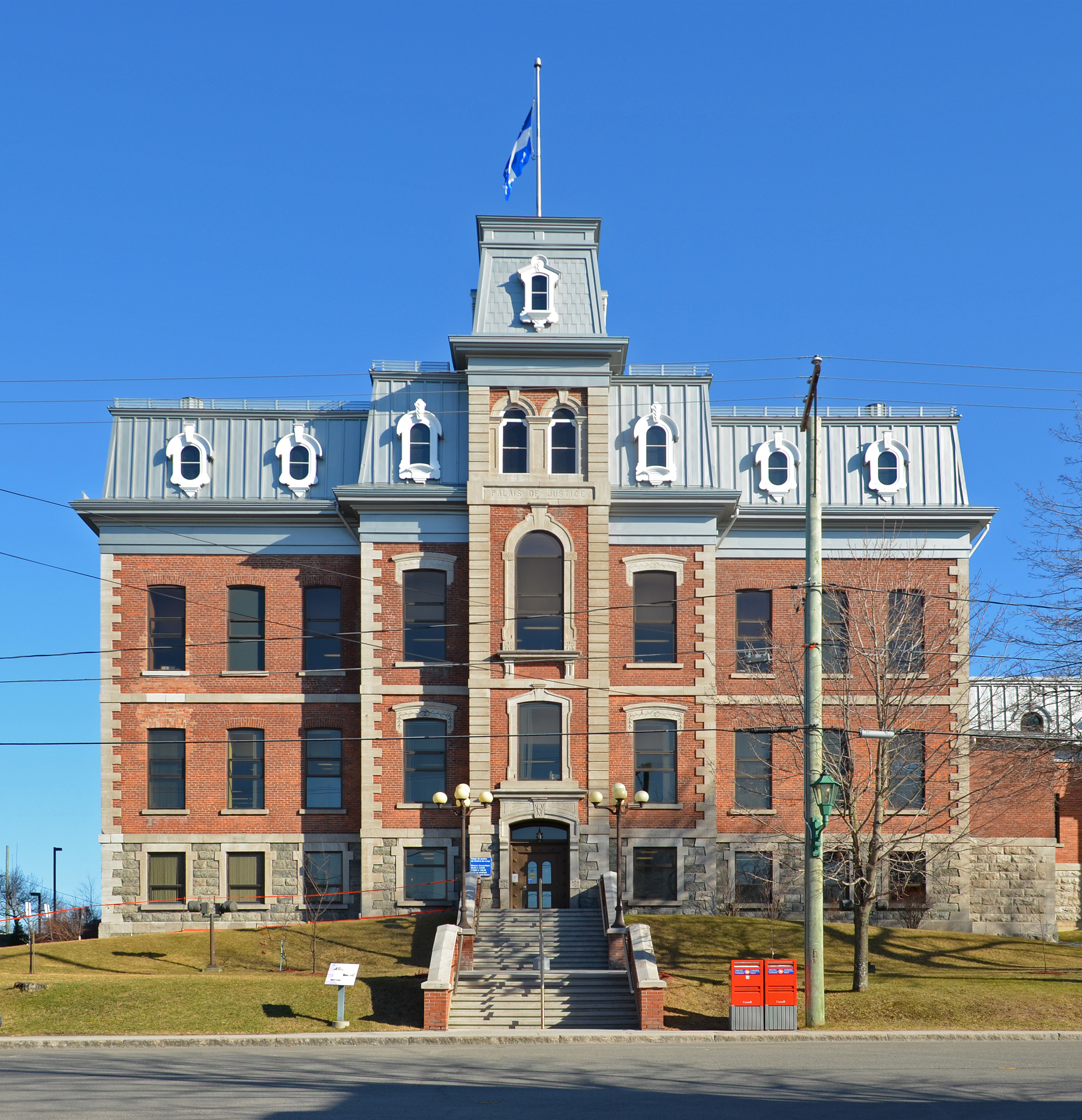
Palais de justice de Rivière-du-Loup.

## Liste des bâtonniers du Bas-Saint-Laurent—Gaspésie—Îles-de-la-Madeleine
Le bâtonnier du Bas-Saint-Laurent—Gaspésie—Îles-de-la-Madeleine, ou la bâtonnière du Bas-Saint-Laurent—Gaspésie—Îles-de-la-Madeleine, est élu au suffrage universel par l'ensemble des membres du BSLGIM et son mandat est d'une seule année, renouvelable sous certaines conditions.
- Alphonse-Pierre Garon (1930-1934)
- Paul-Émile Gagnon (1934-1935)
- Léon Casgrain (1935-1936)
- Pierre-Émile Côté (1936-1937)
- René-Édouard Asselin (1937-1938)
- Horace Cimon (1938-1939)
- Maurice Brasset (1939-1940)
- Perrault Casgrain (1940-1941)
- Louis-Philippe Lizotte (1941-1942)
- Raoul Fafard (1942-1943)
- Gérard Simard (1943-1944)
- Jean-François Pouliot (1944-1945)
- Alphonse Chassé (1945-1946)
- David-Eugène Rioux (1946-1948)
- Louis-Joseph Gagnon (1948-1950)
- Marc Stein (1950-1952)
- Charles-Alphonse Beaulieu (1952-1954)
- Blaise Fournier (1954-1956)
- John Francis Sheehan (1956-1958)
- Arthur Gendreau (1958-1960)
- Louis Dugal (1960-1962)
- Maurice Dussault (1962-1964)
- Fernand Dionne (1964-1966)
- Maurice Tessier (1966-1968)
- Bertrand V. Tremblay (1968-1970)
- Henri Chassé (1970-1973)
- André Casgrain (1973-1975)
- Gérard Lebel (1975-1977)
- Claude Jourdain (1977-1979)
- Paul-Arthur Gendreau (1979-1981)
- Marc Gagnon (1981-1982)
- Gilles Blanchet (1982-1984)
- Jean Bécu (1984-1986)
- Claude-Henri Gendreau (1986-1988)
- Jean-Paul Decoste (1988-1990)
- Jean-Roch Landry (1990-1991)
- Gaétan Pelletier (1991)
- Paul LeBoutillier (1991-1993)
- Reine-Marie Roy (1993-1995)
- Rodrigue Joncas (1995-1997)
- Johanne April (1997-1999)
- Martin Gagnon (1999-2000)
- Jules Berthelot (2000-2002)
- Richard Guay (2002-2004)
- Carol Abud (2004-2006)
- Louise Levasseur (2006-2008)
- James Rondeau (2008-2010)
- Nancy Lajoie (2010-2012)
- Catherine Duguay (2012-2014)
- Pierre Lévesque (2014-2016)
- Clément Massé (2016-2018)
- Andrée Rioux (2018-2020)
- Charles Bernard (2020-2021)

## Liste des municipalités dans les districts judiciaires

### District judiciaire de Bonaventure
27 municipalités font partie du district judiciaire de Bonaventure. Le Palais de justice de ce district est situé dans la ville de New Carlisle.
- Bonaventure
- Caplan
- Carleton-sur-Mer
- Cascapédia–Saint-Jules
- Escuminac
- Gesgapegiag
- Hope
- Hope Town
- L'Ascension-de-Patapédia
- Listuguj
- Maria
- Matapédia
- New Carlisle
- New Richmond
- Nouvelle
- Paspébiac
- Pointe-à-la-Croix
- Port-Daniel–Gascons
- Ristigouche-Partie-Sud-Est
- Saint-Alexis-de-Matapédia
- Saint-Alphonse
- Saint-André-de-Restigouche
- Saint-Elzéar
- Saint-François-d'Assise
- Saint-Godefroi
- Saint-Siméon
- Shigawake

### District judiciaire de Gaspé
19 municipalités font partie du district judiciaire de Gaspé. Le Palais de justice de ce district est situé dans la ville de Percé.
- Cap-Chat
- Chandler
- Cloridorme
- Gaspé
- Grande-Rivière
- Grande-Vallée
- Grosse-Île
- La Martre
- Les Îles-de-la-Madeleine
- Marsoui
- Mont-Saint-Pierre
- Murdochville
- Percé
- Petite-Vallée
- Rivière-à-Claude
- Saint-Maxime-du-Mont-Louis
- Sainte-Anne-des-Monts
- Sainte-Madeleine-de-la-Rivière-Madeleine
- Sainte-Thérèse-de-Gaspé

### District judiciaire de Kamouraska
58 municipalités font partie du district judiciaire de Kamouraska. Le Palais de justice de ce district est situé dans la ville de Rivière-du-Loup.
- Auclair
- Cacouna
- Dégelis
- Kamouraska
- L'Isle-Verte
- La Pocatière
- Lejeune
- Mont-Carmel
- Notre-Dame-des-Neiges
- Notre-Dame-des-Sept-Douleurs
- Notre-Dame-du-Portage
- Packington
- Pohénégamook
- Rivière-Bleue
- Rivière-du-Loup
- Rivière-Ouelle
- Saint-Alexandre-de-Kamouraska
- Saint-André-de-Kamouraska
- Saint-Antonin
- Saint-Arsène
- Saint-Athanase
- Saint-Bruno-de-Kamouraska
- Saint-Clément
- Saint-Cyprien
- Saint-Denis-De La Bouteillerie
- Saint-Éloi
- Saint-Elzéar-de-Témiscouata
- Saint-Épiphane
- Saint-Eusèbe
- Saint-François-Xavier-de-Viger
- Saint-Gabrie-Lalemant
- Saint-Germain-de-Kamouraska
- Saint-Honoré-de-Témiscouata
- Saint-Hubert-de-Rivière-du-Loup
- Saint-Jean-de-Dieu
- Saint-Jean-de-la-Lande
- Saint-Joseph-de-Kamouraska
- Saint-Juste-du-Lac
- Saint-Louis-du-Ha! Ha!
- Saint-Marc-du-Lac-Long
- Saint-Michel-du-Squatec
- Saint-Modeste
- Saint-Onésime-d'Ixworth
- Saint-Pacôme
- Saint-Pascal
- Saint-Paul-de-la-Croix
- Saint-Philippe-de-Néri
- Saint-Pierre-de-Lamy
- Sainte-Anne-de-la-Pocatière
- Sainte-Françoise
- Sainte-Hélène-de-Kamouraska
- Sainte-Rita
- Témiscouata
- Témiscouata-sur-le-Lac
- Trois-Pistoles
- Whitworth

### District judiciaire de Rimouski
61 municipalités font partie du district judiciaire de Rimouski. Le Palais de justice de ce district est situé dans la ville de Rimouski.
- Albertville
- Amqui
- Baie-des-Sables
- Biencourt
- Causapscal
- Esprit-Saint
- Grand-Métis
- Grosses-Roches
- La Rédemption
- La Trinité-des-Monts
- Lac-au-Saumon
- Lac-des-Aigles
- Le Bic
- Les Hauteurs
- Les Méchins
- Matane
- Métis-sur-Mer
- Mont-Joli
- Padoue
- Price
- Rimouski
- Saint-Adelme
- Saint-Alexandre-des-Lacs
- Saint-Anaclet-de-Lessard
- Saint-Charles-Garnier
- Saint-Cléophas
- Saint-Damase
- Saint-Donat
- Saint-Eugène-de-Ladrière
- Saint-Fabien
- Saint-Gabriel-de-Rimouski
- Saint-Guy
- Saint-Jean-de-Cherbourg
- Saint-Joseph-de-Lepage
- Saint-Léandre
- Saint-Léon-le-Grand
- Saint-Marcellin
- Saint-Mathieu-de-Rioux
- Saint-Médard
- Saint-Moïse
- Saint-Narcisse-de-Rimousky
- Saint-Noël
- Saint-Octave-de-Métis
- Saint-René-de-Matane
- Saint-Simon
- Saint-Tharcisius
- Saint-Ulric
- Saint-Valérien
- Saint-Vianney
- Saint-Zénon-du-Lac-Humqui
- Saint-Angèle-de-Mérici
- Sainte-Félicité
- Sainte-Flavie
- Sainte-Florence
- Sainte-Irène
- Sainte-Jeanne-d'Arc
- Sainte-Luce
- Sainte-Marguerite-Marie
- Sainte-Paule
- Sayabec
- Val-Brillant

#### Droit
- Avocat, Juriste
- Droit au Québec, Droit civil
- Histoire du droit au Québec
- XXe siècle en droit au Québec, XXIe siècle en droit au Québec
- Système judiciaire du Québec, Loi du Québec
- Barreau du Québec, Bâtonnier du Québec
- Districts judiciaires du Québec
- Code civil du Bas-Canada, Code criminel du Canada